# Gabriela Cano
Gabriela Cano (6. travnja 1977. - ) meksička je glumica. Znana je i kao Gaby.
Njezini su roditelji glumica Ofelia Cano i José Octavio Cano. Njezina se sestra zove Mónica, a brat José Octavio (II.). Članica je benda Éden.

## Filmografija
- Amar otra vez - Molly Chamorro Beltrán
- Clase 406 - Aurora
- Mujer, casos de la vida real
- El juego de la vida - Araceli Fuentes
- Primer amor... a mil por hora